# توموهیرو اوگاوا
توموهیرو اوگاوا (انگلیسی: Tomohiro Ogawa؛ زادهٔ ۴ ژوئیهٔ ۱۹۹۶) بازیکن والیبال اهل ژاپن است.
از باشگاه‌هایی که در آن بازی کرده‌است می‌توان به تویودا گوسی ترفورزا اشاره کرد.